# Atractylocarpus neocaledonicus
Atractylocarpus neocaledonicus är en bladmossart som beskrevs av Robert Statham Williams 1928. Atractylocarpus neocaledonicus ingår i släktet trådnervmossor, och familjen Dicranaceae. Inga underarter finns listade i Catalogue of Life.